# Young, Wild & Free
"Young, Wild & Free" é uma canção dos rappers norte-americano Snoop Dogg e Wiz Khalifa com participacao de Bruno Mars tirada do álbum de banda sonora Mac & Devin Go to High School (2011). Foi lançada como o primeiro single do álbum em 11 de outubro de 2011 nos Estados Unidos.
A canção também recebeu uma indicação de Melhor Canção Rap no Grammy Awards, que aconteceu em fevereiro de 2013.

## Enredo
No princípio Snoop Dogg conversa com Wiz Khalifa jogando golfe, ele falou "fala, truque!". Então eles cantam e fumam maconha o clipe todo.

## Antecedentes
É o primeiro single de seu Mac & Devin Go to High School. Em entrevista à MTV News, Wiz Khalifa, disse: "Este é um assunto de família, homem Todo mundo que você vê foi todos os envolvidos com o projeto Todos nós temos amor um pelo outro, e você sabe, nós apenas mantê-lo em movimento, certo.. ? isso definitivamente vai junto com o tema de ser jovem, selvagem e livre - apenas se divertindo, wild'n fora todo o tema do vídeo, só consegui-lo rachaduras no estacionamento, o homem, virando essa coisa. . Então nós tivemos um par pouco de nossos amigos no carro, e nós dirigimos rápido ". Snoop Dogg acrescentou: "Sim, isso é tudo que apenas se divertindo Estamos em um drive-in grande teatro para que pudéssemos ter tantas pessoas e ter tantas coisas acontecem quanto possível na celebração de ser jovem, selvagem e livre - tendo.. um bom tempo ".

## Vídeo
O vídeo da música foi filmado em fevereiro em Pomona, Califórnia. Ele estreou em 23 de fevereiro de 2012. Bruno Mars não aparece no vídeo da música, porem seus vocais foram mantidos.

## Lista de faixas e formatos
| Digital download |                                                   |         |  |
| N.º              | Título                                            | Duração |  |
| 1.               | "Young, Wild & Free" (Explicito) (com Bruno Mars) | 3:27    |  |
| 2.               | "Young, Wild & Free" (Limpa) (com Bruno Mars)     | 3:27    |  |

| German CD single |                                                        |         |  |
| N.º              | Título                                                 | Duração |  |
| 1.               | "Young, Wild & Free" (Explicito) (com Bruno Mars)      | 3:27    |  |
| 2.               | "Young, Wild & Free" (Musica e vídeo) (com Bruno Mars) | 3:27    |  |

## Desempenho comercial
Em sua primeira semana, vendeu 159 mil cópias digitais, estreando no número 10 da Billboard Hot 100 e número 44 na Canadian Hot 100 A canção chegou ao número 7 na Billboard Hot 100 A partir de setembro de 2012, o canção vendeu 3.211.000 unidades digitais.

## Desempenho nas tabelas musicais
| Tabela musical (2011/2012)                     | Melhor posição |
| ---------------------------------------------- | -------------- |
| O campo songid é OBRIGATÓRIO PARA PARADA ALEMÃ | 15             |
| Austrália (ARIA)                               | 4              |
| Áustria (Ö3 Austria Top 75)                    | 17             |
| Bélgica (Ultratop 50 de Flandres)              | 9              |
| Bélgica (Ultratop 50 da Valônia)               | 13             |
| Brasil (Billboard Brasil Hot 100 Airplay)      | 54             |
| Canadá (Canadian Hot 100)                      | 13             |
| Coreia do Sul (GAON)                           | 20             |
| Dinamarca (Hitlisten)                          | 19             |
| Estados Unidos (Billboard Hot 100)             | 7              |
| Estados Unidos (Billboard R&B/Hip-Hop Songs)   | 56             |
| Estados Unidos (Billboard Hot Rap Songs)       | 4              |
| Estados Unidos (Billboard Mainstream Top 40)   | 10             |
| Estados Unidos (Billboard Rhythmic)            | 1              |
| França (SNEP)                                  | 6              |
| Hungria (Rádiós Top 40)                        | 17             |
| Irlanda (IRMA)                                 | 33             |
| Israel (Media Forest)                          | 3              |
| Itália (FIMI)                                  | 5              |
| Japão (Japan Hot 100)                          | 85             |
| Nova Zelândia (Recorded Music NZ)              | 2              |
| Noruega (VG-lista)                             | 6              |
| Países Baixos (Single Top 100)                 | 11             |
| Polónia (Polish Airplay Top 100)               | 3              |
| Reino Unido (UK Singles Chart)                 | 44             |
| Reino Unido (OCC UK R&B)                       | 12             |
| Suécia (Sverigetopplistan)                     | 14             |
| Suíça (Schweizer Hitparade)                    | 6              |

| País           | Certificador | Certificação | Vendas    |
| -------------- | ------------ | ------------ | --------- |
| Alemanha       | BVMI         | Ouro         | 150 000   |
| Austrália      | ARIA         | 4× Platina   | 280 000   |
| Bélgica        | BEA          | Ouro         | 15 000    |
| Canadá         | CRIA         | 3× Platina   | 240 000   |
| Dinamarca      | IFPI         | 2× Platina   | 60 000    |
| Estados Unidos | RIAA         | 3× Platina   | 3 211 000 |
| Itália         | FIMI         | Platina      | 30 000    |
| Nova Zelândia  | RIANZ        | Platina      | 15 000    |
| Suíça          | IFPI         | Ouro         | 15 000    |

| Paradas (2011)                   | Melhor posição |
| -------------------------------- | -------------- |
| Nova Zelândia (RIANZ)            | 46             |
| Paradas (2012)                   | Melhor posição |
| Estados Unidos Billboard Hot 100 | 32             |

## Historico de lançamento
| País           | Data                   | Formato          | Gravadora        |
| -------------- | ---------------------- | ---------------- | ---------------- |
| Estados Unidos | 11 de Outubro de 2011  | Digital download | Atlantic Records |
| Reino Unido    | 4 de Dezembro de 2011  | Digital download | Atlantic Records |
| Alemanha       | 3 de Fevereiro de 2012 | CD single        | Atlantic Records |